# حديقة الشهيد
حديقة الشهيد (بالإنجليزية: Al Shaheed Park) هي أكبر حديقة حضرية في الكويت. تم افتتاح المرحلة الأولى منها في 4 مارس 2015، بينما افتتحت المرحلة الثانية في 12 أبريل 2017، وانتهى العمل على المرحلة الثالثة من الحديقة وتم الانتهاء منها والمتوقع ان تبدا وتنتهي المرحله الرابعه في المستقبل القريب وتقع الحديقة في أطراف مدينة الكويت، بمساحة إجمالية تقدر بـ 619 الف  متر مربع، وتضم نصب الدستور وساحة السلام ومتحف الموطن ومتحف الذكرى الذي يصف أهم معارك الكويت (مثل معركة الرقة ومعركة الصريف ومعركة الجهراء). وهو أحد أهم المشاريع التي نفذها الديوان الأميري بتميز واقتدار لإبراز صورة الكويت الحضارية. تعتبر الحديقة الشهيد أقدم الحدائق التقليدية في الكويت. وكان يطلق على حديقة الشهيد اسم حديقة «الحزام الأخضر»، حيث تم هدمها وإعادة تصميمها من جديد.

## نظرة عامة
حديقة الشهيد هي عبارة عن منصة ثقافية متكاملة تتمير بهندسة معمارية متطورة مع وجود عدة أعمال فنية. يتنوع مدرج المنتزه إلى أنواع مختلفة من الحدائق (حديقة الواحة، حديقة المتحف، الحديقة الموسمية وغيرها). بالإضافة إلى وجود العديد من الممرات (الزوار وممرات المشاة)، والمتاحف، ومناطق المعارض، ومسارح الهواء الطلق، ومراكز الأداء للحفلات الموسيقية والعروض المسرحية، والمعارض الفنية وأنواع أخرى من الأحداث الثقافية. يتكون متنزه الشهيد من عدة مراحل. افتتحت المرحلة الأولى في 2015، بينما افتتحت المرحلة الثانية من الحديقة في أبريل 2017. تشتمل المرحلة الجديدة على حديقة تزلج ومنطقة باركور وعوائق تسلق الأشجار ومجمع للشباب متعدد الأغراض ومنطقة ألعاب تفاعلية ومركزًا مفتوحًا للأداء.
كما تحتضن حديقة الشهيد العديد من المناطق التاريخية مثل منطقة ميموريال ومنطقة المتحف. تعبر الحديقة جزء من منطقة الكويت الثقافية الوطنية الجديدة.

## المتاحف
تحتوي حديقة الشهيد على متحفين: متحف التذكارات ومتحف الموطن.
- متحف الذكرى: يعرض أهم المعارك في تاريخ الشعب الكويتي.[13][13] ففي وسط المتحف، هناك أربعة رموز ترمز إلى أهم أربع معارك في تاريخ الكويت.[13]
- متحف الموطن: يعرض متحف الموطن ثراء وتنوع المواطن الطبيعية في الكويت من خلال عدد كبير من البرامج التفاعلية والاستجمام السينوغرافي.[13] عند المدخل، يتلقى الزائرون «تذكرة البذور» التي تحتوي على شريحة تسمح لهم بالحصول على معلومات حول هذا النوع من البذور والتفاعل مع كل من موارد الوسائط المتعددة في المتحف.[13] تتعايش استراحات النباتات والحيوانات في الكويت مع الإنتاج السمعي البصري كبير حجم. ويعرض مسرح القوات، وهو عرض سمعي بصري يبلغ طوله 26 متراً، جمال الموائل المختلفة في الكويت من خلال مناظر بانورامية مذهلة.[13] توفر المتاحف نظام توجيه صوتي لتجربة الزوار الكاملة مع الكشف عن الوجود والاتصال التلقائي والتزامن مع معدات الوسائط المتعددة للمتحف. يعتبر متحف الموطن أول معرض من نوعه في الكويت، حيث يعرض جمال فريد من النباتات والحيوانات في الكويت.[13] ويتميز بمعروضاته التفاعلية التي تأخذ الزوار في رحلة من خلال الأنظمة البيئية المحلية تشمل الطيور المهاجرة، والنباتات والمناظر الطبيعية الصحراوية.[14]

## الأنشطة المختلفة
للحديقة العديد من الأنشطة، منها:
- التجول سيرًا على الأقدام في أرجاء الحديقة والاستمتاع بالمرافق متنوعة، والطبيعة الخضراء من الأشجار والنباتات
- زيارة نوافير الحديقة العديدة، وبرك الماء الموزعة في أرجائها، والبحيرات الخلابة.
- زيارة المنحوتات الفنية المتنوعة والتي تأتي بعدة أحجام ومن عدة مواد، والتي صُنعت جميعها بأيدي فنانين محليين.
- زيارة متحف الموطن الذي تم تكريسه لتمثيل تاريخ البلاد الطبيعي والبيئي وما يستوطن فيه من نباتات وحيوانات.
- زيارة نصب الشهيد، وهو عبارة عن منحوتة زجاجية يبلغ ارتفاعها سبعة أمتار بنيت لتكريم شهداء الكويت.
- زيارة متحف الذكرى الذي سيعطيك لمحة عن التاريخ الثقافي والوطني للبلاد، وتتناول بعض قاعاته الحروب التي مرت بها.
- التقاط الصور لنصب الدستور الشاهق الذي تم بناؤه للاحتفال باليوبيل الذهبي للدستور الكويتي، والذي يأخذ شكل صفحتي كتابٍ متقابلتين.
- الاستمتاع بتناول وجبة شهية محلية أو عالمية، والتمتع ببعض المرطبات والحلويات في أحد مطاعم ومقاهي الحديقة التي تتمتع بإطلالاتٍ جذابة.